# Pleine Lune (film, 1996)
Pour les articles homonymes, voir Pleine lune (homonymie).
Pour plus de détails, voir Fiche technique et Distribution.
Pleine Lune (Bad Moon) ou Lune de Sang au Québec, est un film américain écrit et réalisé par Eric Red, sorti en 1996. Il est basé sur la nouvelle Thor de Wayne Smith.

## Synopsis
Après une expédition dans une jungle reculée, Ted (Michael Paré) rend visite aux États-Unis à sa sœur Janet (Mariel Hemingway) qui vit seule avec son fils Brett (Mason Gamble). Ted est en réalité un loup-garou qui tente de vaincre la malédiction grâce à l'amour de ses proches. Mais le berger allemand de la famille, Thor, flaire le danger et tente d'avertir et de protéger ses maîtres...

## Fiche technique
- Titre : Pleine Lune (aussi connu sous le nom de Lune de Sang)
- Titre original : Bad Moon
- Réalisation : Eric Red
- Scénario : Eric Red, d'après le roman de Wayne Smith.
- Production : James G. Robinson
- Sociétés de production : Warner Bros.
- Budget : 7,000,000 dollars
- Musique : Daniel Licht
- Photographie : Jan Kiesser
- Montage : Carroll Timothy O'Meara
- Pays d'origine : États-Unis, Canada
- Format : Couleurs - 1,66:1 - Mono - 35 mm
- Genre : Horreur, fantastique, thriller
- Durée : 80 minutes
- Dates de sortie : 1er novembre 1996 (États-Unis)
- Film interdit aux moins de 12 ans

## Distribution
- Mariel Hemingway : Janet
- Michael Paré : oncle Ted
- Mason Gamble : Brett
- Ken Pogue : le shérif Jenson
- Hrothgar Mathews : Flopsy
- Johanna Lebovitz : Marjorie
- Gavin Buhr : le ranger
- Julia Montgomery Brown : le journaliste

## Autour du film
Le scénario à la particularité de présenter l'affrontement psychologique puis physique entre un lycantrope et un chien qui tente de sauver sa famille. Le berger allemand perçoit immédiatement la présence de Ted comme une menace pour ses maîtres.